# Krieau (metropolitana di Vienna)
Krieau è una stazione della linea U2 della metropolitana di Vienna situata nel 2º distretto. La stazione è entrata in servizio il 10 maggio 2008, nel contesto della seconda fase di estensione della metropolitana e come parte del prolungamento della U2 da Schottenring.

## Descrizione
La stazione si trova sulla Vorgartenstraße, a est del complesso della Fiera di Vienna e dell'ippodromo di Krieau da cui prende il nome. L'accesso ai treni avviene tramite una banchina a isola centrale, servita anche da ascensori. Da questa stazione inizia la tratta in viadotto verso Seestadt.
In concomitanza con l'apertura della stazione è stata soppressa la linea tranviaria 21, usata per il collegamento con questa zona. 
Molti pilastri della stazione sono decorati con opere d'arte commissionate da Wiener Linien. L'artista francese Honet (pseudonimo di Cedric Gues) ha dipinto quattordici colonne ispirandosi alle forme dei totem, con richiami ai fumetti degli anni settanta; l'intero lavoro è intitolato Totem Modern. Nel 2014 l'artista urbano brasiliano Speto (nome d'arte di Paulo Cesar Silva) ha dipinto altre quattordici colonne con l'opera 3 Brothers, dedicata ai fratelli Cláudio, Leonardo e Orlando Villas Bôas e ispirata alla mitologia e ai racconti tradizionali delle popolazioni indigene dell'Amazzonia. La grafica inoltre si richiama alle linee geometriche usate in Brasile per le copertine dei libri della letteratura di cordel.

## Ingressi
- Sturgasse
- Messe
- Krieau